# Duguetia vaupesana
Duguetia vaupesana är en kirimojaväxtart som beskrevs av Lübbert Ybele Theodoor Westra och Paulus Johannes Maria Maas. Duguetia vaupesana ingår i släktet Duguetia och familjen kirimojaväxter. Inga underarter finns listade i Catalogue of Life.